# روزتو دلی آبروتسی
روزتو دلی آبروتسی (به ایتالیایی: Roseto degli Abruzzi) یک کومونه در ایتالیا است که در استان تیرامو واقع شده‌است.

## خصوصیات
روزتو دلی آبروتسی ۵۲ کیلومترمربع مساحت و ۲۴٬۲۳۰ نفر جمعیت دارد و ۵ متر بالاتر از سطح دریا واقع شده‌است.